# Честерфилд (Индијана)
Честерфилд (енгл. Chesterfield) град је у америчкој савезној држави Индијана.

## Демографија
По попису из 2010. године број становника је 2.547, што је 422 (-14,2%) становника мање него 2000. године.
| Група             | 2000.         | 2010.         |
| Белци             | 2.892 (97,4%) | 2.455 (96,4%) |
| Афроамериканци    | 12 (0,4%)     | 10 (0,4%)     |
| Азијати           | 9 (0,3%)      | 18 (0,7%)     |
| Хиспаноамериканци | 41 (1,4%)     | 27 (1,1%)     |
| Укупно            | 2.969         | 2.547         |